# Parafia Najświętszej Maryi Panny Wniebowziętej w Gołuchowie
Parafia Najświętszej Maryi Panny Wniebowziętej w Gołuchowie – parafia rzymskokatolicka należąca do dekanatu Gołuchów diecezji kaliskiej. Została utworzona w 1618, a pierwszy kościół murowany wybudował Wacław Leszczyński, właściciel dóbr Gołuchowa. Kościół został zburzony przez niemieckich nazistów 1941-1942, ale odbudowany po wojnie i uposażony artefaktami przechowanymi przez parafian.
Mieści się przy ulicy Jana Pawła II. Prowadzą ją księża diecezjalni.